# Claude Brendel
Pour les articles homonymes, voir Brendel.
 (mai 2022).
Si vous disposez d'ouvrages ou d'articles de référence ou si vous connaissez des sites web de qualité traitant du thème abordé ici, merci de compléter l'article en donnant les références utiles à sa vérifiabilité et en les liant à la section « Notes et références ».
Claude Brendel (né en 1965) est un chef d’orchestre français.

## Biographie
Claude Brendel poursuit ses études musicales à l'École nationale de musique de Colmar, au conservatoire à rayonnement régional de Lyon et à l'École nationale de musique et de danse d’Évry Ville Nouvelle. Issu d’une famille de musiciens, il s’initie à la direction d’orchestre en Alsace, sa région natale, puis se perfectionne avec Dominique Rouits et Yves Cayrol dans le cadre de l’Université d’été de Vivoin (Sarthe), avant de recevoir l’enseignement du chef berlinois Ernst Schelle dans le cadre de l’Académie Internationale de Pontarlier (Doubs) dont il sera lauréat en 1990. Cette même année, sa rencontre avec Jean-Claude Hartemann, chef d’orchestre et directeur musical de l’Opéra Comique (Paris) pendant 4 ans, va fortement influencer sa carrière de jeune chef, notamment dans le domaine lyrique. Claude Brendel n’hésite pas à affirmer que ce dernier lui aura tout appris de son métier.

De 1990 à 1996, il assure la direction artistique et musicale du Chœur des Trois Frontières, formation constituée de jeunes musiciens français, allemands et suisses. Avec cet ensemble, il se produira notamment dans la région frontalière du Rhin supérieur, mais aussi dans le cadre des « Choralies » à Vaison-la-Romaine en 1992. Les Choralies sont une rencontre de chant choral réunissant choristes et musiciens, amateurs et professionnels, organisée tous les trois ans par l'association À Cœur Joie. Claude Brendel accédera à la demi-finale en 1995 du premier « Concours de Jeunes Chefs d’Orchestre Léonard Bernstein » à la Royal Academy of Music de Londres.  
De 1999 à 2005, il dirige l'orchestre d'harmonie des Mines de potasse d'Alsace. Un enregistrement discographique consacré à la littérature originale pour orchestre à vents témoigne de cette collaboration.
Premier chef invité des Rencontres lyriques de Luchon (Haute-Garonne) en 1991, Claude Brendel succèdera à Jean-Claude Hartemann, à la suite du décès inattendu du maître en 1993. Jusqu’en 1996 et avec la complicité de la grande soprano Suzanne Sarroca, il dirigera les versions concertantes des Pêcheurs de perles de Bizet, de Faust de Gounod, des Noces de Figaro et de La Clémence de Titus de Mozart, de La Traviata" et de Don Carlo de Verdi, de L’Italienne à Alger et de Tancrède de Rossini, des Contes d’Hoffmann de Offenbach et de Grisélidis de Massenet. Dans cette même période, il va également consacrer une large place aux œuvres pour chœur et orchestre, gravant pour le disque une version du Roi David de Honegger. Suivront en concert La Passion selon Saint-Jean (dont une version chorégraphiée donnée à Rouen en 2011) et l'Oratorio de Noël de Bach, le Te Deum de Bruckner, la Missa di Gloria de Puccini, les Requiem de Fauré, Duruflé et Mozart. Son activité de chef d’orchestre lui donne l’occasion de diriger dans plusieurs pays européens comme l’Allemagne, l’Autriche, la Belgique, la Grande-Bretagne, l’Espagne, la Hongrie, l’Italie, les Pays-Bas, la République Tchèque, la Suisse.

En janvier 1996, le conservatoire à rayonnement départemental Huguette Dreyfus de Mulhouse lui confie la réorganisation et la direction musicale de son orchestre. Avec l'orchestre des élèves du conservatoire, il se produira à Prague (République Tchèque), à La Haye (Pays-Bas) dans le cadre du Festival Européen d’Orchestres de Jeunes, à Florence (Italie), à Vienne (Autriche) et à Budapest (Hongrie). Il remplira ces fonctions jusqu’en juillet 2005.

En cette même année 1996, il est également nommé directeur artistique et musical de l’Orchestre universitaire de Strasbourg. Dans le cadre d’échanges européens, il aura l’occasion de parcourir plusieurs pays de la Communauté européenne, mais aussi la Chine en collaboration avec l’Alliance Française de Canton. C’est le début d’un partenariat privilégié avec le Chœur de l’Université Normale de Chine du Sud basée à Canton qu’il retrouvera en France en 2004.

Agent titulaire au sein de la fonction publique territoriale du grade de PEA (professeur d’enseignement artistique) chargé de direction, il est nommé en 2002 directeur de l'École de musique du Sundgau au sein de la Communauté de Communes d’Altkirch (Haut-Rhin), mission liée au développement d’actions culturelles sur le territoire. À ce titre, la Ville d’Altkirch lui confie de 2003 à 2006 la mise en place d’une session d’orchestre d’été, dont le projet consistera à sensibiliser les jeunes musiciens au métier de musicien d’orchestre. Pendant quatre années, il aura ainsi l’occasion de développer des projets artistiques innovants, parcourant ainsi tous les répertoires en passant par le Requiem de Fauré, l'Opéra d'Aran de Gilbert Bécaud et la 1re symphonie "Titan" de Mahler.

En septembre 2004, il prend les fonctions de directeur adjoint de l'École nationale de musique, danse et théâtre de Mulhouse, et est nommé un an après en septembre 2005, directeur adjoint du conservatoire à rayonnement régional de Rouen, mission liée à la direction artistique et musicale de l’orchestre symphonique de ce même établissement. 
Avec l'Orchestre Symphonique du Conservatoire de Rouen, il parcourt la région Haute-Normandie, se produit en 2007 dans la prestigieuse salle de concert de l’Académie Franz Liszt de Budapest, crée en 2010 la 8e symphonie de Philippe Chamouard, réalise deux enregistrements discographiques mettant à l’honneur la musique française, et se produit en concerts au Viêt Nam en octobre 2010 dans le cadre des festivités du millénaire de la Ville de Hanoi engageant une collaboration avec l'Orchestre symphonique national du Viêt Nam (VNSO) autour de la 8e symphonie dite "des Mille" de Mahler. Dans ses autres réalisations et succès, relevons la direction musicale du Concerto pour violoncelle de Friedrich Gulda en partenariat avec l’Orchestre de l’Opéra de Rouen, la nomination en juin 2009 au grade de Directeur Territorial d'Établissement d’Enseignement Artistique, une participation remarquée dans le cadre du Festival d'été de Brasilia (CIVEBRA) en janvier 2011 et 2012. Il a dirigé en mars 2012 à Rouen le concert d'ouverture du 1er Concours International de clarinette Jacques Lancelot, s'est présenté en juillet 2013 avec l'orchestre du conservatoire de Rouen dans le cadre du Festival d'Orchestres de Jeunes de Florence et a dirigé en novembre 2013 l'Orchestre Symphonique National du Vietnam dans un programme Mozart.

En septembre 2016, il succède à Claire Paris-Messler à la direction du conservatoire à rayonnement régional de Rouen, poste qu'il occupera jusqu'en juin 2021.
En juillet 2018, il assure des master-classes de direction d'orchestre à Brasilia.
Depuis 2022, Claude Brendel est enseignant au Lycée Français de Vienne. Il dirige l’orchestre du Lycee et son jeune chœur.